# Guido Boggiani
Guido Boggiani (Omegna - Novara septiembre de 1861 - Chaco paraguayo, 1901) fue un pintor, dibujante, fotógrafo y etnólogo italiano que en 1887 se aventuró por el interior del Brasil, Bolivia y Paraguay para documentar la vida de los aborígenes de la región. Fue atravesado por una lanza ya que los aborígenes creían que les sacaba el alma   

## Infancia y juventud
Sus padres fueron Giuseppe Boggiani y Clelia Gené. De su padre heredó la pasión por el arte, especialmente por la pintura.
Al cumplir los 17 años de edad, después de estudiar cultura general, se inscribe en la academia de Brera en Milán con el fin de estudiar pintura.
Fue discípulo de Filippo Carcano. En 1883 expuso por primera vez en el Palacio de Bellas Artes de Roma, en esta ocasión su cuadro titulado “La raccolta della castagne” fue adquirido por el Museo Nacional de Arte Moderno de Roma por unas 6000 libras. En 1884 obtuvo el premio “Príncipe Humberto”.
A los 26 años de edad, Boggiani realizó un viaje a la Argentina con el propósito de exponer sus telas, sus pinturas. En Buenos Aires conoció a varios italianos que vivían en el Paraguay, y a través de los comentarios que hacían, especialmente de las zonas del Chaco y de los pueblos indígenas, comienza su fascinación por el Paraguay, de esta manera inició su propia empresa documental.

## Primeros pasos
En el año 1888, Boggiani llegó a Asunción con el propósito de comerciar con ganado y cueros. Posteriormente comenzó su primera expedición hacia el gran Chaco, en la que llegó hasta Puerto Casado. En este lugar tuvo su primer contacto con los grupos indígenas guaná y zanapaná.
En 1893 volvió a Italia llevando consigo una colección de interés antropológico sobre las culturas indígenas y publicó libros referidos a su experiencia.
En 1896 regresó a Asunción. Esta vez vino provisto de una cámara fotográfica, trípode y otros elementos para el revelado de las placas de vidrio. Estaba convencido de que la única manera de estudiar a estos pueblos era conviviendo en sus tolderías.
Boggiani legó treinta y ocho volúmenes con destino a la comunidad científica, pero fueron sus fotografías las que ganan el interés y la admiración de un público más vasto en la actualidad, a través de la recopilación de materiales de la cultura indígena que posteriormente envía al Museo etnológico de Berlín.

## Trayectoria
La cámara fue para Boggiani un auxiliar científico de extrema utilidad, pero la manejaba con toda la sensibilidad de su formación artística. Tomó más de 500 fotografías que él mismo revela en medio de la selva.
En 1901, Boggiani regresa a Italia y en agosto de ese año parte hacia Puerto Casado para iniciar su última expedición en el Gran Chaco.
Entró en contacto con la Sociedad Fotográfica Argentina de Aficionados y le entregó parte de estos negativos a Leopoldo Miarte.
El explorador había registrado con su cámara las tribus angaites, leguas, sanapanás, caduveos, tobas, payaguás, bororo y chamacocos. Para estos pueblos las fotos representaban un verdadero peligro, pues en ese acto se "robaba" el alma o la voluntad del sujeto, que a partir de ese momento quedaba en posesión del fotógrafo. Estas tribus, con las cuales convivía directamente, empezaron a pensar que los males y enfermedades que padecían se debían a la actividad del nuevo “brujo”. Se lo vio por última vez el 24 de octubre de 1901, junto a su peón Félix Gavilán, cuando salió desde Asunción hacia el Gran Chaco. 
Al no tenerse noticias de él, la colectividad italiana de Asunción organizó una expedición guiada por el explorador español José Fernández Cancio, halló los restos del científico el 20 de octubre de 1904 su cadáver y el de su peón, con el cráneo destruido, los indios habían separado la cabeza, y la cámara fotográfica fue hallada enterrada.
Actualmente los restos de Boggiani están depositados en una tumba en el Cementerio Italiano de Asunción.

## Distinciones
En Italia recibió reconocimiento y premios. Le es concedido la medalla de oro “Mónaco di Baviera” 
La Sociedad Fotográfica Argentina de Aficionados (SFAA), en 1904 publicó una serie de retratos enviados por Boggiani. También fueron publicadas por el Museo de Antropología de La Plata.
En 1989 se fundó un Museo en la ciudad de San Lorenzo, Paraguay que lleva su nombre: el Museo Arqueológico y Etnográfico Guido Boggiani.

## Su estilo
Logró un gran dominio técnico de la cámara y del procesado de las placas fotográficas, muchas de las cuales eran enviadas a la Sociedad Fotográfica Argentina de Aficionados (SFAA).
Su trabajo no sólo trató de ser un estudio sobre los indígenas sino también del ambiente, el lugar y el modo de sobre vivencia de los nativos.

## Obras

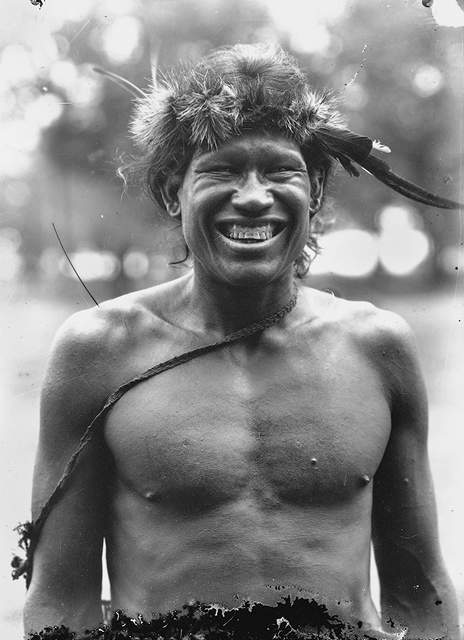
Guido Boggiani. Millet sonriendo. ca. 1896-1901

Su mejor libro: "I Caduvei (Mbayá o Guaicurú)-Viaggio dun artista nellAmerica Meridionale".
En 1895 publica en Roma el libro ”Vocabulario del idioma Guaná”
- Los caduveos, traducción, notas y compilación de Éric Courthès, de la versión brasileña de I Caduvei: Os Caduveos, Universidad Católica, C.E.A.D.U.C., Biblioteca Paraguaya de Antropología, Vol. 95, Asunción, agosto de 2014. ISBN 978-99953-76-69-7

https://web.archive.org/web/20141015130314/http://www.ceaduc.uca.edu.py/index.php/el-ceaduc/staff/87-libros/autores-nacionales/109-los-caduveos
Colección de Fotografías: la colección está integrada por 175 negativos de vidrio de 18 x 24 cm, 81 de 13 x 18, 29 de 12 x 16, 8 de 9 x 12 y 5 tomas estereoscópicas.
En 1897 El Instituto Geográfico Argentino publica su obra titulada "Apuntes sueltos de la lengua de los indios caduveos del Chaco Paraguayo"
Su obra fotográfica abarca de 1896 a 1901.
En 1898 publica:
- "Etnografía del Alto Paraguay"
- "Guaicurú. Su nombre, posición geográfica, reporte étnico y lingüístico en la América Meridional".
- "En favor de los indios Chamacocos"

Regresa a Italia, con el propósito de publicar este rico material con los nuevos rumbos en el conocimiento de la etnología, la etnografía y la lingüística, algunas de las obras que publicó en su país fueron:
- "Los chamacocos"
- "Vocabulario del idioma chamacoco"
- "Los indios caigua del Alto Paraná (Misiones)"

Funda en Asunción la Revista del Instituto Paraguayo, a través del cual publica varios trabajos.
Su obra pudo ser salvada gracias al explorador y botánico checo Alberto Vojtěch Frič (1882-1944), que llegó al Paraguay pocos años después y pudo recuperar todas sus pertenencias.
Robert Lehmann-Nitsche, después de la muerte de Boggiani, publicó una serie de 100 tarjetas postales sobre estos originarios paraguayos, que incluía un suplemento reservado de 12 desnudos especiales para científicos.